# 大果棱果芥
大果棱果芥（学名：Syrenia macrocarpa）为十字花科棱果芥属下的一个种。